# Niininen
Niininen är en sjö i kommunen Pieksämäki i landskapet Södra Savolax i Finland. Sjön ligger 102,9 meter över havet. Arean är 1,28 kvadratkilometer och strandlinjen är 6,3 kilometer lång. Sjön  ingår i Kymmene älvs huvudavrinningsområde.   Den ligger omkring 80 kilometer norr om S:t Michel och omkring 280 kilometer nordöst om Helsingfors. 
Niininen ligger sydöst om Huikkanen. 